# 별량초등학교 마산분교
별량초등학교 마산분교는 대한민국 전라남도 순천시 별량면에 있었던 공립 초등학교이다.

## 연혁
- 1968년 4월 5일 별량남국민학교 마산분교장 설치
- 1971년 3월 1일 마산국민학교 분리
- 1985년 9월 1일 병설유치원 개원
- 1993년 3월 1일 별량국민학교 마산분교로 편입
- 1996년 3월 1일 별량초등학교 마산분교로 개칭
- 2009년 3월 1일 별량초등학교로 통폐합